# ذا لاست ساموراي
ذا لاست ساموراي (بالإنجليزية: The Last Samurai؛ يعني حرفياً « الساموراي الأخير »)‏ هو فيلم أمريكي ملحمي دارمي أخرجه وشارك في إنتاجه إدوارد زويك الذي ساهم أيضاً في كتابة السيناريو والحوار مع جون لوغان من إنتاج شركة وارنر بروس. جسد بطولة الفيلم كل من توم كروز - الذي ساهم في إنتاجه - وكين وتنابي وشين كويامادا وتوني غولدواين وهورويوكي سانادا وتيموثي سبال وبيل كونولي. أتت فكرة الفيلم من مشروع لفينسينت وارد الذي شد انتباه إدوارد زويك فقرر فينسينت أن يكون المنتج المنفذ وحيل إخراجه والقيام عليه للإدوارد زويك. تم تصوير بعض مشاهد الفيلم في البلاد النيوزلاندية.

## قصة الفيلم
جسّد توم كروز شخصية نيثن ألغرين النقيب الأمريكي الذي تدخل شخصياً وحسّياً في نزاع وصراع جعله يحتك مع محاربي الساموراي في أعقاب فترة استعادة وسيطرة الإمبراطور ميجي على اليابان في القرن التاسع عشر. استلهمت قصة الفيلم من ثورة ساتسوما عام 1877م الذي قادها سايغو تاكاموري واقتبس أيضاً من التغريب الذي مس اليابان من قبل القوى الاستعمارية وجعل نصيب الأسد للتغريب في الفيلم للولايات المتحدة[ لأن الجمهور الأمريكي هو المستهلك له.

## أصول القصة
استندت أحداث الفيلم أيضاً على قصة جولز برونيه النقيب في الجيش الفرنسي الذي قاتل مدة طويلة مع إنوموتو تاكييكي في الحرب البوشينية واستندت أيضاً على قصة المرتزقة الأمريكي فريدريك تاونسند وارد الذي ساعد في تغريب الجيش الصيني من خلال تشكيل فرقة الجيش المنتصر.

## أحداث الفيلم
تبدأ احداث الفيلم بجلب النقيب نيثن (توم كروز) لتدريب الجيش الياباني الذي يتم اعداده حاليا للقضاء على مقاتلي الساموراي الذين يقودهم كاتسوموتو بوجود الوزير اومورو المسيطر على الامبراطور الشاب، ويطلبون منه الإسراع باعداد الجيش للمعركة لكنه ينصحهم بأن الجيش غير جاهز إلا انهم يجبرونه على المعركة.
وتكون المعركة مع الساموراي والذين كانو سابقا الحرس للإمبراطور، ويتقهقر جيشه الضعيف من ناحية التدريب ويحيطون به ويستطيع قتل أحد القادة ويتم اسره مع أحد ضباط الجيش الياباني الجديد والذي كان أحد الساموراي سابقا.

## الأرباح
حصل الفيلم في شباك التذاكر حول العالم ما يربو 456 مليون دولار. ورشح لجوائز عدة منها الأكادمي أوارد والغولدن غلوب ومن المجلس الوطني للرأي العام.

## اقرأ أيضاً
- آخر ساموراي (رواية)
- جول برونيه

## روابط خارجية
- ذا لاست ساموراي على موقع IMDb (الإنجليزية)
- ذا لاست ساموراي على موقع ميتاكريتيك (الإنجليزية)
- ذا لاست ساموراي على موقع الموسوعة البريطانية (الإنجليزية)
- ذا لاست ساموراي على موقع روتن توميتوز (الإنجليزية)
- ذا لاست ساموراي على موقع نتفليكس (الإنجليزية)
- ذا لاست ساموراي على موقع قاعدة بيانات الأفلام العربية
- ذا لاست ساموراي على موقع ألو سيني (الفرنسية)
- ذا لاست ساموراي على موقع Turner Classic Movies (الإنجليزية)
- ذا لاست ساموراي على موقع أول موفي (الإنجليزية)
- ذا لاست ساموراي على موقع بوكس أوفيس موجو (الإنجليزية)